# مکرانی آنگولایی
مکرانی آنگولایی (نام علمی: Maerua angolensis) نام یک گونه از سرده مکرانی است.